# Wangechi Mutu
Mutu Wangechi (Nairobi, 25 giugno 1972) è un'artista keniana.

## Biografia
Vive e lavora a Brooklyn, New York.
Originaria della tribù kikuyu del Kenya, fu educata a Nairobi al Convento Loreto Msongari (1978-1989) e successivamente ha studiato presso il Collegio del Mondo Unito dell'Atlantico, il Galles (IB, 1991). Mutu si trasferì a New York nel 1990, concentrandosi sul Belle Arti e Antropologia alla New School for Social Research e alla Parsons School of Art and Design. Ha conseguito un BFA dalla Cooper Union per il Progresso delle Arti e delle Scienze nel 1996, e poi ha ricevuto un MFA dalla Università di Yale (2000).

## Esposizioni
I Lavori di Mutu sono stati esposti in gallerie e musei di tutto il mondo tra cui il San Francisco Museum of Modern Art, il Miami Art Museum (ora Pérez Art Museum Miami), Tate Modern di Londra, lo Studio Museum in Harlem a New York, Museum Kunst Palast in Düsseldorf, la Germania e al Centre Pompidou a Parigi. La sua prima mostra personale in Nord America è stata alla Art Gallery of Ontario nel marzo 2010.
Ha partecipato nel 2008 Biennale Prospect 1 a New Orleans e del 2004 Biennale di Gwangju in Corea del sud. Il suo lavoro è stato descritto in mostre importanti, tra cui Greater New York a PS1 Contemporary Art Center e The Museum of Modern Art di New York,Black president: The Art and Legacy of Fela Anikulapo-Kuti al New Museum of Contemporary Art di New York e al Barbican Centre di Londra, e Usa Today alla Royal Academy di Londra.
Il 23 febbraio 2010, Wangechi Mutu è stata onorata dalla Deutsche Bank come artistaprimaAnno. Il premio incluso una mostra personale alla Deutsche Guggenheim in Berlino. Dal titolo Titled My Dirty Little Heaven, the show traveled in June 2010 a Wiels Center for Contemporary Art a Bruxelles, in Belgio.
Lei è rappresentata da Barbara Gladstone a New York, Susanne Vielmetter Los Angeles Progetti a Los Angeles e Victoria Miro Gallery di Londra.
Fino al 14 settembre 2025, la sua mostra alla Galleria Borghese ,Roma ,intitolata "poemi della terra nera"